# Deshaun Thomas
Deshaun Leroy Thomas (Fort Wayne, 29 agosto 1991) è un ex cestista statunitense.

## Carriera
Thomas trascorre tre stagioni con gli Ohio State Buckeyes chiudendo il suo ultimo anno con quasi 20 punti di media.

Il 27 giugno 2013 è stato chiamato nel Draft NBA dai San Antonio Spurs con la 58ª scelta assoluta che ne detengono i diritti in NBA. Il 16 agosto 2013 Thomas firma un contratto con i francesi del Nanterre. Il 30 agosto 2014 firma un contratto annuale con il Barcellona.
Il 17 luglio 2017, Thomas firma un contratto annuale con opzione sul secondo con il Maccabi Tel Aviv.
Il 30 luglio 2018, Thomas firma per la squadra greca del Panathīnaïkos..
Dopo tappe a Tokyo e con il Bayern Monaco il 29 luglio 2022, viene annunciato il suo accordo con l'Olimpia Milano da cui si separa a luglio 2023.

## Statistiche

### College
| Anno      | Squadra             | PG  | PT | MP   | TC%  | 3P%  | TL%  | RP  | AP  | PRP | SP  | PP   |
| --------- | ------------------- | --- | -- | ---- | ---- | ---- | ---- | --- | --- | --- | --- | ---- |
| 2010-2011 | Ohio State Buckeyes | 37  | 1  | 14,0 | 47,9 | 32,8 | 79,7 | 3,5 | 0,5 | 0,4 | 0,2 | 7,5  |
| 2011-2012 | Ohio State Buckeyes | 39  | 39 | 31,4 | 52,0 | 34,5 | 75,5 | 5,4 | 0,9 | 0,4 | 0,2 | 15,9 |
| 2012-2013 | Ohio State Buckeyes | 37  | 37 | 35,4 | 44,4 | 34,4 | 83,4 | 5,9 | 1,3 | 0,5 | 0,3 | 19,8 |
| Carriera  | Carriera            | 113 | 77 | 27,0 | 47,8 | 34,2 | 80,2 | 5,0 | 0,9 | 0,4 | 0,2 | 14,4 |

### Eurolega
| Anno      | Squadra          | PG  | PT  | MP   | TC%  | 3P%  | TL%  | RP  | AP  | PRP | SP  | PP   |
| --------- | ---------------- | --- | --- | ---- | ---- | ---- | ---- | --- | --- | --- | --- | ---- |
| 2013-2014 | Nanterre 92      | 10  | 0   | 18,9 | 42,9 | 34,1 | 75,0 | 2,8 | 0,1 | 0,4 | 0,2 | 9,5  |
| 2014-2015 | Barcellona       | 28  | 26  | 19,4 | 52,6 | 39,5 | 63,9 | 2,5 | 0,5 | 0,4 | 0,2 | 7,1  |
| 2016-2017 | Anadolu Efes     | 35  | 0   | 14,3 | 40,7 | 32,8 | 80,6 | 1,7 | 0,3 | 0,2 | 0,1 | 7,3  |
| 2017-2018 | Maccabi Tel Aviv | 28  | 5   | 24,3 | 44,6 | 42,5 | 68,9 | 3,3 | 1,2 | 0,5 | 0,1 | 11,5 |
| 2018-2019 | Panathīnaïkos    | 32  | 21  | 22,4 | 48,7 | 35,5 | 68,9 | 3,8 | 0,6 | 0,6 | 0,1 | 10,5 |
| 2019-2020 | Panathīnaïkos    | 28  | 22  | 29,9 | 49,3 | 35,9 | 78,0 | 4,4 | 1,0 | 1,0 | 0,2 | 13,9 |
| 2021-2022 | Bayern Monaco    | 36  | 14  | 22,8 | 46,5 | 40,0 | 70,2 | 3,2 | 0,8 | 0,3 | 0,2 | 9,6  |
| 2022-2023 | Olimpia Milano   | 22  | 6   | 9,8  | 42,9 | 36,7 | 81,2 | 1,4 | 0,1 | 0,0 | 0,1 | 4,1  |
| 2023-2024 | ASVEL            | 10  | 8   | 23,3 | 47,9 | 21,7 | 75,0 | 3,8 | 1,5 | 0,2 | 0,1 | 8,5  |
| Carriera  | Carriera         | 229 | 102 | 20,7 | 46,5 | 36,4 | 72,9 | 3,0 | 0,7 | 0,4 | 0,1 | 9,2  |

## Palmarès

### Squadra
- Campionato israeliano: 1

Maccabi Tel Aviv: 2017-18
- Campionato greco: 2

Panathīnaïkos: 2018-19, 2019-20
- Coppa di Grecia: 1

Panathīnaïkos: 2018-19
- Coppa di Lega israeliana: 1

Maccabi Tel Aviv: 2017
- Coppa di Francia: 1

Nanterre: 2013-14
- Liga catalana: 1

Barcellona: 2014
- Campionato italiano: 1

Olimpia Milano: 2022-23

### Individuale
- McDonald's All-American Game (2010)
- NCAA AP All-America Third Team (2013)